# モスソガイ
モスソガイ (Volutharpa perryi) はエゾバイ科に含まれるモスソガイ属の一種である。種小名のperryiは黒船来航時にマシュー・ペリーが持ち帰った標本により記載されたことによるもので、ペルリボラの別名もある。
北海道から瀬戸内海にかけての浅い海に生息している。殻は非常に薄く、簡単に割れてしまう。蓋はかなり小さく、個体によっては消失してしまっているものもいる。
食用としても知られており、様々な地方名が知られている。